# Nancy Kassebaum
Nancy Kassebaum Baker, née Landon le 29 juillet 1932 à Topeka, est une femme politique américaine. Membre du Parti républicain, elle est sénatrice du Kansas de 1978 à 1997.

## Biographie

### Jeunesse et débuts professionnels
Nancy Landon nait et grandit à Topeka, la capitale du Kansas. Elle est la fille d'Alf Landon, gouverneur du Kansas dans les années 1930 et candidat républicain à l'élection présidentielle américaine de 1936.
Elle est diplômée de l'université du Kansas en 1954 puis obtient un master en histoire diplomatique de l'université du Michigan deux ans plus tard. Après ses études, elle devient vice-présidente des radios locales détenues par sa famille. Elle fait ses premiers pas en politique en étant élue au conseil des écoles de Maize, dans la banlieue de Wichita.
Quelques années plus tard, elle se sépare de son mari et déménage avec ses enfants à Washington, où elle travaille pour le sénateur républicain James B. Pearson (en). Elle est parallèlement membre de la commission d'éthique du Kansas (1975-1976) et de la commission pour les lettres du Kansas (1975-1979).

### Sénatrice des États-Unis
Nancy Kassebaum se présente au Sénat des États-Unis lors des élections de 1978, Pearson n'est pas candidat à un nouveau mandat. Elle s'appuie notamment sur la notoriété de son père, son slogan de campagne étant « un visage nouveau, un nom de confiance du Kansas » (« A fresh face, a trusted Kansas name »). Elle remporte la primaire républiaine avec environ 31 % des voix, puis remporte l'élection générale face au démocrate William R. Roy (en).
À la suite de son élection, Pearson démissionne pour lui donner plus de séniorité ; le gouverneur la nomme sénatrice dès le 23 décembre 1978. Elle est la première femme à représenter le Kansas au Sénat et la première femme élue au Sénat pour un mandat complet, sans succéder à son mari. Elle est réélue avec 78 % des suffrages en 1984 et 73 % en 1990.
Durant ses trois mandats, Nancy Kassebaum est notamment reconnue pour son indépendance, notamment sur les questions de santé. Elle présente le Health Insurance Portability and Accountability Act avec le démocrate Ted Kennedy, ratifié par Bill Clinton en 1996. Elle préside par ailleurs la commission sénatoriale sur le travail et les ressources humaines lors du 104e congrès.
Elle ne se représente pas en novembre 1996 et épouse le sénateur Howard Baker en secondes noces le mois suivant,.

## Positions politiques
Nancy Kassebaum est une républicaine modérée, et centriste. Elle est par exemple favorable à l'avortement et se prononce en 2014 en faveur du mariage homosexuel.